# 生活クラブ事業連合生活協同組合連合会
生活クラブ事業連合生活協同組合連合会（せいかつ-じぎょうれんごうせいかつきょうどうくみあいれんごうかい）、略称生活クラブ生協連合会は、東京都新宿区に主たる事務所を置く日本の生活協同組合である。

## 概要
北海道から兵庫県までの「生活クラブ生協」など32の生活協同組合で構成する生協の連合会である。運送や牛乳工場など関連・関係会社が9社ある。主に消費材の開発管理、放射能などの検査活動、物流、システム管理、共同購入用の申込情報紙や広報物の発行を行う。また、各種委員会などを組織して、プロジェクト活動や政治提言、海外団体（韓国・台湾）との提携など、幅広い活動を行っている。

## 特徴
生活クラブ生協は、日本に約600ある生協のなかのひとつのグループで、他の生協と異なる次のような特徴 がある。

### 組合員
組合員は「商品を買うお客さん」ではなく、「出資・利用・運営」に参加する生協の構成員である、という事を強調している。組合員からの意見反映、または組合員主導で、「消費材」（商品）の提案や開発が行われている。

### 商品（消費材）
生活クラブで共同購入されるものは、売買で利益を得る目的の「商品」などと呼ばず「消費材」と呼ばれ、「安全・健康・環境」生活クラブ原則 を掲げて、素材の素性が確かなものを共同購入するように努めている。
- 「国産」にこだわり、食料自給率向上のために努力している。
  - 例として、鶏肉について国産鶏種の育種（存続）活動を行っている。
- 食品添加物の使用を極力排している。使用を許容している食品添加物の数は68品目（9%）に限る。
- 日生協が開発した商品をそのまま扱う生協が多いなか、生活クラブ生協では提携生産者と組合員が協力して、生活クラブ独自規格の「消費材」を開発している。
- 合成洗剤を追放し石けんを普及させる活動を行っている。他生協と「協同組合石けん運動連絡会(協石連)」を組織[4] している。
- 福島第一原発事故による放射能の食品に対する影響に厳格に取り組んでいる。スーパー、生協を含む全小売業において、取り扱い品の全品目について放射能検査を行っているのは生活クラブ生協だけである。検査結果はすべて生活クラブHPで公表される。

### 流通経路
生活クラブ生協のうち「生活クラブ生協・東京」「生活クラブ生協・神奈川」「生活クラブ生協・千葉」「生活クラブ生協・埼玉」では、店舗形態の「デポー」が、個別配送（宅配）と併せて運営されている。

### 社会活動
- 遺伝子組換え反対、六ヶ所再処理工場阻止、ダイオキシン汚染調査、環境ホルモン対策など、食の安全や生活の安全を守るための社会運動を展開している。

### 政治活動
上記などの運動の目的を達するために「代理人」（生活者ネットワーク）を、1〜3期単位の交代制で地方自治体の議会へ送り込んでいる。

### 機関紙
1971年、機関紙『声』を生活クラブ生協（東京）が改題、「生活と自治」の発行を開始。生活クラブ生協が近隣県に設立された後は、同一の名称のもと地域単位で発刊されていた。1978年に前身となる「生活クラブ連合事業部」が設置後に、新聞形式の『生活と自治』として一本化され、「生協の機関紙」という位置付けとなった。
1982年、読者対象をそれまでの組合員から生活者へ変更する旨を討議で決定、生協の機関紙という形態から組合員以外も対象とする新聞となる。現行は購読料を収入源とする新聞として「生活と自治編集委員会」により編集発行されている。

## 沿革
- 1965年6月 - 東京都世田谷区で、「生活クラブ」結成、牛乳の共同購入始まる。
- 1968年4月 - 班別予約共同購入始まる。
- 1968年10月 - 生活クラブ生協創立総会
- 1970年5月 - 山形県遊佐町農協（現：庄内みどり農業協同組合）とササニシキ3,000俵で取組開始。政府による本格的な米の生産調整（減反政策）が始まった年である。
- 1972年 - 独自規格の消費材開発始まる（第1号「天然みそ」）。
- 1973年10月 - 米の販売免許取得により遊佐町農協と正式に提携、産直を実現する。
- 1974年1月 - 生活クラブ2番目の独自消費材・粉せっけん誕生。石けん運動本格化。
- 1974年3月 - 鶏卵で、埼玉県の鹿川養鶏（現：鹿川グリーンファーム）との産直始まる。
- 1975年5月 - 組合員の“自主運営、自主管理”運動提起。
- 1975年8月 - 豚肉で、山形県の平田牧場と交流。産直・冷蔵で豚肉の実験取組が始まる。
- 1975年11月 - 遊佐町農協でも石けん運動に取り組む
- 1976年10月 - 太陽食品販売を設立。豚肉の共同購入本格開始。
- 1977年5月 - 代理人運動スタート。
- 1978年10月 - 政治団体「グループ・生活者」（現：生活者ネットワーク）を東京で結成。
- 1979年3月 - 千葉県の酪農農家と共同で、新生酪農株式会社を設立。千葉牛乳工場完成。
- 1979年6月 - 北海道に古平牧場を設立。牛肉の共同購入開始。
- 1981年9月 - 社会運動研究センター（現：一般社団法人市民セクター政策機構）発足。
- 1981年10月 - 石けん運動を進める他の協同組合と共に、協同組合石けん運動連絡会結成。
- 1982年 - 第2回国連軍縮特別総会へ代表5人派遣。
- 1982年 - ワーカーズ・コレクティブ第1号「にんじん」が神奈川県横浜市で結成される。
- 1983年 - 韓国信用協同組合中央会と「協同組合間提携の推進についての覚書き」を交換
- 1983年6月 - 野菜の共同購入始まる。
- 1984年4月 - 個人班制度発足。
- 1984年6月 - 図書の共同購入始まる。
- 1985年7月 - 長野県伊南農業協同組合（現：上伊那農業協同組合）との生活班交流始まる。
- 1986年 - 生活クラブ共済制度（エッコロ共済）発足。
- 1987年4月 - 埼玉県三芳町に総合デリバリーセンター開設、新共同購入システムスタート。
- 1987年5月 - 栃木新生酪農株式会社（現在は新生酪農株式会社に統合）設立。2つ目の牛乳工場。
- 1987年9月 - 食品安全条例の請願署名運動。
- 1988年11月 - 72 °C15秒間殺菌牛乳の取り組み始まる。
- 1989年4月 - ワーカーズ・コレクティブ連合会設立。
- 1989年11月 - 「第二のノーベル賞」とも呼ばれる「ライト・ライブリフッド賞(RLA)」名誉賞受賞。
- 1990年11月 - 生活クラブ事業連合生活協同組合連合会設立
- 1993年 - 日本の食料自給率向上をめざし「食の専門生協」方針を打ち出す。
- 1993年 - ガラスびん回収再使用する「グリーンシステム」開始。
- 1993年12月 - 23区南生活クラブ生協の創立総会。
- 1994年1月 - 北東京生活クラブ生協の創立総会。
- 1994年3月 - 多摩きた生活クラブ生協の創立総会。
- 1994年3月 - 多摩南生活クラブ生協の創立総会。
- 1995年11月 - 国連の友「50のコミュニティ賞」を受賞。
- 1997年2月 - 遺伝子組み換え作物・食品の不使用原則を確認。
- 1997年3月 - 韓国の住民生協と姉妹提携協定。
- 1997年6月 - 「安全・健康・環境」生活クラブ自主管理・監査制度を制定。
- 1997年8月 - 遺伝子組み換え食品対策を求める請願署名。
- 1997年12月 - CO・OP共済たすけあいの取り組み開始。
- 1997年12月 - 生活クラブ独自の備蓄米取組開始。
- 1998年8月 - 環境ホルモン対策請願活動。
- 1999年4月 - 全国農業協同組合連合会との共同事業で、戸田デリバリーセンターを開設。戸別配送の農産物取り組み開始。
- 1999年 - ダイオキシン汚染をなくすために、松葉のダイオキシン監視運動を開始。
- 1999年6月 - 共同購入システム改革（申込みの月2回化、個人化）。
- 1999年 - 超軽量牛乳びん（エコライフびわ湖賞受賞）を開発。
- 1999年 - 無添加追求フィルムの開発など、容器包材の環境ホルモン対策が進む
- 1999年 - 韓国の女性民友会、 台湾の主婦連盟と三者姉妹提携を調印。
- 2000年3月 - 「ストップ！GMO宣言」キャンペーン開始。遺伝子組み換え作物・食品の規制を求める国会請願署名。
- 2000年6月 - びん牛乳供給開始。
- 2000年 - 「ストップ！遺伝子組み換えイネ 生協ネットワーク」結成。
- 2001年 - 国際協同組合同盟(ICA)総会に代表を派遣。
- 2001年10月 - 共同購入システム改革（戸別配送システム料廃止等）。
- 2002年 - インターネット注文（埼玉、長野単協で先行）を開始。
- 2002年 - ライブリー「耐久材」を発行。
- 2003年 - 販社「生活クラブ・スピリッツ株式会社」の設立。
- 2003年11月 - 容器包装リサイクル法改正にむけた署名活動を開始。
- 2005年 - 生活クラブふくしまの加入。
- 2006年5月 - 山形県庄内地方での農畜連携を進め、「米育ち豚」の取り組み始まる。
- 2006年12月 - 生活クラブSNS「クミ〜ズ」始まる。
- 2006年12月 - メールマガジン「生活旬報」の配信始まる。
- 2006年9月 - グリーンピース・ジャパンの「トゥルーフード特別賞」を受賞。
- 2007年1月 - 埼玉県飯能市に新物流センターを建設。共同購入新システムスタート。
- 2007年 - 関西4生協（千里山生協、生協アルファコープおおさか、生協エルコープ、生協ウイルコープ・なら）が生活クラブ連合会に加入。
- 2008年 - 千里山生協と生協アルファコープおおさかが合併して、生活クラブ生協大阪となる。
- 2010年 - 大阪のエスコープ大阪と兵庫県の生協都市生活が生活クラブ連合会に加入。
- 2015年4月 - 生活クラブ生協・千葉が、家計相談・貸付事業「くらしと家計の相談室」開始[5][6]。
- 2018年12月 - 東京都杉並区永福町に実店舗「デポーすぎなみ永福」を開設し、2階に「コワーキングスペース永福」をオープンした[7]。

## 組織概要
東京都と神奈川県内の会員単協（生活クラブ・東京と生活クラブ・神奈川）は、組合員の自主管理と参加を強めるために、さらに地域ごとのブロック単協に分かれて活動をしていて、組合員は2重加入している。
- 生活クラブ生協連合会
- 生活クラブ生協・東京
  - 23区南生活クラブ生協
  - 北東京生活クラブ生協
  - 多摩きた生活クラブ生協
  - 多摩南生活クラブ生協
- 生活クラブ生協・神奈川
  - 横浜みなみ生活クラブ生協
  - 横浜北生活クラブ生協
  - かわさき生活クラブ生協
  - 湘南生活クラブ生協
  - さがみ生活クラブ生協
- 福祉クラブ生協（神奈川県）
- 生活クラブ生協・埼玉
- 生活クラブ生協・千葉
- 生活クラブ生協・長野
- 生活クラブ生協・北海道
- 生活クラブ生協・茨城
- 生活クラブ生協・山梨
- 生活クラブ生協・岩手
- 生活クラブ生協・静岡
- 生活クラブ生協・愛知
- 生活クラブ生協・栃木
- 生活クラブ生協・青森
- 生活クラブやまがた生協
- 生活クラブ生協・群馬
- 生活クラブふくしま生協
- 生活クラブ生協大阪
- 生協生活クラブ京都エル・コープ
- 生協ウイルコープ・なら
- エスコープ大阪
- 生活クラブ生協都市生活（兵庫）

## 関連法人
- 新生酪農株式会社
- 株式会社ゆうエージェンシー
- 株式会社生活クラブ総合サービス
- 生活クラブ・スピリッツ株式会社
- 太陽食品販売株式会社
- 有限会社古平牧場
- 有限会社鹿川グリーンファーム
- 株式会社新生わたらい茶
- 社会福祉法人生活クラブ（生活クラブ風の村）

## テレビ番組
- 日経スペシャル カンブリア宮殿 消費者が欲しいものは消費者自身で作る！ 安心＆絶品！唯一無二「生活クラブ」の全貌（2018年3月8日、テレビ東京）[8]